# Cleveland (Missouri)
Cleveland – miasto w Stanach Zjednoczonych, w stanie Missouri, w hrabstwie Cass.